# Jesualdo Ferreira
Manuel Jesualdo Ferreira (Mirandela, 6 giugno 1946) è un allenatore di calcio portoghese.

## Carriera
Nel 1982 Ferreira iniziò la sua carriera da allenatore alla guida del Rio Maior dove anonime prestazioni non gli consentirono di affermarsi tra i grandi del calcio portoghese. La svolta arrivò due anni più tardi quando l'iberico, giunto ai quarant'anni, si sedette sulla panchina dell'Académica de Coimbra. Il campionato fu concluso dalla squadra al settimo posto della Superliga portoghese e questo piazzamento gli consentì di sedersi sulla panchina del Torreense per ben quattro anni (1986-1990). Nella stagione 1990-91 venne chiamato alla guida dell'Estrela da Amadora, dove trovò come assistente tecnico un José Mourinho alle prime armi: la stagione si concluse con una retrocessione nella Liga de Honra.
Dopo una parentesi durata circa un anno (1995-96) tra le file della FAR Rabat, dove raggiunge il sesto posto in campionato qualificandosi per la Coppa delle Coppe d'Africa e in coppa del Marocco raggiunge la finale, persa 1-0 col Raja, Ferreira tornò in Portogallo e gli venne assegnato l'incarico di allenare la Nazionale di calcio del Portogallo Under-21. Nella stagione 2000-2001 riuscì a non far retrocedere l'FC Alverca e venne messo sotto contratto dal Benfica come allenatore in seconda al fianco di José Antonio Camacho. Il 29 dicembre 2001, in seguito a una sconfitta esterna contro il Boavista, Camacho venne licenziato e Ferreira promosso come primo allenatore. Vince 10 dei restanti incontri, non riuscendo a qualificare il Benfica per le coppe europee raggiungendo il quarto posto. L'anno seguente parte bene, vincendo le prime quattro partite prima di cadere in casa del Nacional per 1-0 e facendosi sorpassare dai rivali del Porto in classifica. Alla sesta giornata, lo scontro diretto proprio contro il Porto è perso per 2-1 in rimonta: il Benfica finisce a -4 dai rivali. Il 16 novembre 2002, all'undicesima giornata, il distacco si allunga: il club guidato da Ferreira perde 2-1 contro il Varzim, che aggancia proprio le Aquile a 19 punti. Il 24 novembre, il Benfica è impegnato in casa in coppa nazionale contro il Gondomar, club di terza divisione portoghese: nonostante il tecnico schieri buona parte dei titolari in campo, il club è sconfitto per 1-0 dagli avversari. Il giorno seguente Ferreira è sollevato dall'incarico.
Nell'aprile del 2003 Ferreira venne chiamato alla guida dello Sporting Braga, portandola in soli due anni a lottare per lo scudetto, con le squadre portoghesi più blasonate, con l'aiuto dell'attaccante brasiliano Wender. Quindi l'allenatore riuscì a far piazzare lo Sporting Braga al 5º posto nel 2003-04 e al 4º posto per due anni consecutivi (2004-05 e 2005-06). Fu poi contattato per il rilancio in campionato del Boavista, ma Ferreira firmò un contratto che lo portò allo Estádio do Dragão alla guida del Porto. Grazie anche all'amicizia di lunga data con il presidente Pinto da Costa, l'allenatore ebbe a disposizione una squadra formata da molti fuoriclasse: Ricardo Quaresma, Anderson, Pepe, Ernesto Farías, Lucho González, Raul Meireles, Paulo Assunção, José Bosingwa e Lisandro López. Nel 2006-07, 2007-08 e 2008-09 ha condotto la squadra a vincere la Superliga portoghese, raccogliendo anche ottimi risultati in Champions League. In questi anni il Porto ha sempre raggiunto la fase finale della competizione, ottenendo come miglior piazzamento il raggiungimento dei quarti di finale, dove il Porto è stato eliminato dal Manchester United nel 2008-2009.
Dopo una stagione non brillante con un terzo posto finale in campionato, il 26 maggio 2010 risolve consensualmente il contratto con il Porto.
Il 28 giugno 2010 si lega con il Malaga. L'avventura del tecnico portoghese in Andalusia non è molto fortunata e ai primi di novembre, dopo sole nove giornate di campionato, è esonerato a causa degli scarsi risultati ottenuti.
Si accasa poi al Panathinaikos per sostituire Nikolaos Nioplias. Lascia la squadra ellenica il 14 novembre 2012.
Poco dopo viene ingaggiato dallo Sporting Lisbona in un ruolo dirigenziale. Il 7 gennaio 2013 assume il ruolo di allenatore a seguito dell'esonero di Franky Vercauteren: il successivo 20 maggio annuncia però le sue dimissioni dalla guida dello Sporting a causa dei deludenti risultati ottenuti.

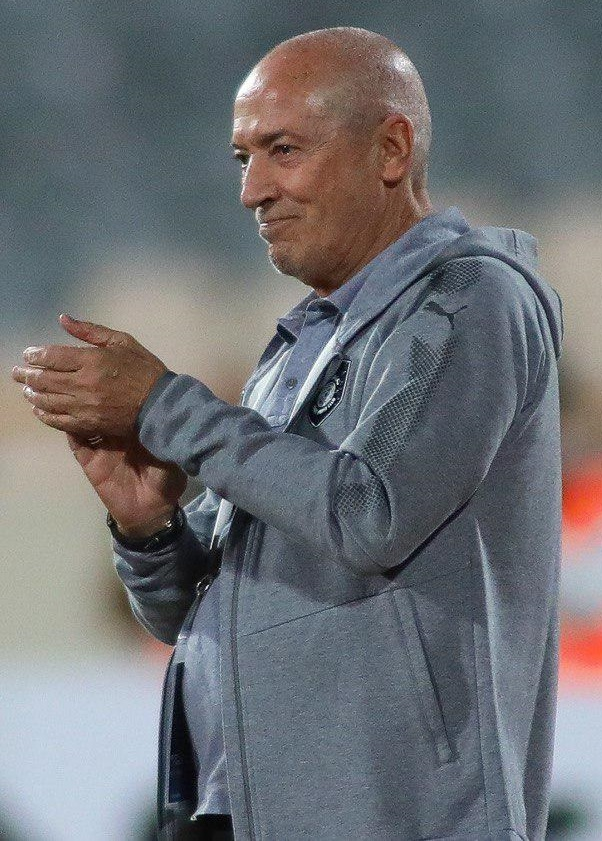
Ferreira alla guida dell' nel maggio 2019.

Nel maggio 2013 viene ingaggiato dal Braga come nuovo allenatore per rilanciare la squadra dopo una deludente stagione, che ha visto la squadra non qualificarsi per la UEFA Champions League; diviene il primo tecnico ad allenare la squadra per due volte sotto la presidenza di António Salvador.
Nel febbraio 2015 viene nominato allenatore dello Zamalek, al posto del connazionale Jaime Pacheco, con contratto di sei mesi. Resta in carica fino alle dimissioni presentate il 21 novembre successivo, dopo aver vinto campionato e coppa nazionale.
Il 28 novembre 2015 viene nominato nuovo tecnico dell'Al-Sadd. Rimane in carica fino al maggio 2019, vincendo quattro trofei nazionali, tra cui un campionato.
Il 23 dicembre 2019 viene ingaggiato dal Santos. Esordisce il 23 gennaio 2020, con un pareggio senza reti contro il Bragantino nel campionato paulista. Il 5 agosto seguente, stanti gli scarsi risultati ottenuti e la precoce eliminazione subita nel campionato paulista, lascia il club dopo 15 panchine.
Il 14 dicembre 2020 viene assunto dal Boavista, facendo ritorno in patria dopo oltre sei anni e rimpiazzando Vasco Seabra. Da allenatore più anziano del torneo riesce a portare la squadra alla salvezza all'ultima giornata e, consensualmente con la dirigenza, lascia il club nel giugno 2021, un anno prima della fine del contratto, per fare spazio a João Pedro Sousa.
Nel marzo 2022 torna a guidare lo Zamalek, che conduce alla vittoria del campionato e della coppa nazionale.

## Statistiche

### Statistiche da allenatore
In grassetto le competizioni vinte.
| Stagione               | Squadra                | Campionato             | Campionato | Campionato | Campionato | Campionato | Coppe nazionali | Coppe nazionali | Coppe nazionali | Coppe nazionali | Coppe nazionali | Coppe continentali | Coppe continentali | Coppe continentali | Coppe continentali | Coppe continentali | Altre coppe | Altre coppe | Altre coppe | Altre coppe | Altre coppe | Totale | Totale | Totale | Totale | % Vittorie | Piazzamento      |
| Stagione               | Squadra                | Comp                   | G          | V          | N          | P          | Comp            | G               | V               | N               | P               | Comp               | G                  | V                  | N                  | P                  | Comp        | G           | V           | N           | P           | G      | V      | N      | P      | %          | Piazzamento      |
| ---------------------- | ---------------------- | ---------------------- | ---------- | ---------- | ---------- | ---------- | --------------- | --------------- | --------------- | --------------- | --------------- | ------------------ | ------------------ | ------------------ | ------------------ | ------------------ | ----------- | ----------- | ----------- | ----------- | ----------- | ------ | ------ | ------ | ------ | ---------- | ---------------- |
| 1981-1982              | Rio Maior              | SD                     | 30         | 11         | 9          | 10         | CP              | 2               | 1               | 0               | 1               | -                  | -                  | -                  | -                  | -                  | -           | -           | -           | -           | -           | 32     | 12     | 9      | 11     | 37,50      | 7º               |
| 1982-1983              | Torreense              | SD                     | 30         | 9          | 10         | 11         | CP              | 2               | 1               | 0               | 1               | -                  | -                  | -                  | -                  | -                  | -           | -           | -           | -           | -           | 32     | 10     | 11     | 12     | 31,25      | 6º               |
| 1983-1984              | Torreense              | SD                     | 30         | 16         | 4          | 10         | -               | -               | -               | -               | -               | -                  | -                  | -                  | -                  | -                  | -           | -           | -           | -           | -           | 30     | 16     | 4      | 10     | 53,33      | 5º               |
| 1984-1985              | Académica              | PD                     | 30         | 12         | 5          | 13         | CP              | 5               | 3               | 1               | 1               | -                  | -                  | -                  | -                  | -                  | -           | -           | -           | -           | -           | 35     | 15     | 6      | 14     | 42,86      | 7º               |
| 1985-1986              | Atlético CP            | SD                     | 30         | 10         | 8          | 12         | CP              | 3               | 1               | 1               | 1               | -                  | -                  | -                  | -                  | -                  | -           | -           | -           | -           | -           | 33     | 11     | 9      | 13     | 33,33      | 9º               |
| 1986-1987              | Torreense              | SD                     | 30         | 10         | 12         | 8          | CP              | 4               | 2               | 1               | 1               | -                  | -                  | -                  | -                  | -                  | -           | -           | -           | -           | -           | 34     | 12     | 13     | 9      | 35,29      | 6º               |
| 1987-1988              | Torreense              | SD                     | 38         | 19         | 11         | 8          | CP              | 5               | 3               | 1               | 1               | -                  | -                  | -                  | -                  | -                  | -           | -           | -           | -           | -           | 43     | 22     | 12     | 9      | 51,16      | 3º               |
| 1988-1989              | Torreense              | SD                     | 34         | 13         | 12         | 9          | CP              | 2               | 1               | 0               | 1               | -                  | -                  | -                  | -                  | -                  | -           | -           | -           | -           | -           | 36     | 14     | 12     | 10     | 38,89      | 5º               |
| 1989-1990              | Torreense              | SD                     | 34         | 17         | 9          | 8          | CP              | 2               | 1               | 0               | 1               | -                  | -                  | -                  | -                  | -                  | -           | -           | -           | -           | -           | 36     | 18     | 9      | 9      | 50,00      | 5º               |
| Totale Torreense       | Totale Torreense       | Totale Torreense       | 216        | 101        | 59         | 56         |                 | 15              | 8               | 2               | 5               |                    | -                  | -                  | -                  | -                  |             | -           | -           | -           | -           | 231    | 109    | 61     | 61     | 47,19      |                  |
| 1990-1991              | Estrela Amadora        | PD                     | 38         | 9          | 14         | 15         | CP              | 2               | 1               | 0               | 1               | -                  | -                  | -                  | -                  | -                  | -           | -           | -           | -           | -           | 40     | 10     | 14     | 16     | 25,00      | 18º (retr.)      |
| 1991-1992              | Estrela Amadora        | LdH                    | 34         | 10         | 13         | 11         | CP              | 3               | 2               | 0               | 1               | -                  | -                  | -                  | -                  | -                  | -           | -           | -           | -           | -           | 37     | 12     | 13     | 12     | 32,43      | 11º              |
| Totale Estrela Amadora | Totale Estrela Amadora | Totale Estrela Amadora | 72         | 19         | 27         | 26         |                 | 5               | 3               | 0               | 2               |                    | -                  | -                  | -                  | -                  |             | -           | -           | -           | -           | 77     | 22     | 27     | 28     | 28,57      |                  |
| 1995-1996              | FAR Rabat              | B                      | 30         | 11         | 12         | 7          | CM              | 4               | 3               | 0               | 1               | -                  | -                  | -                  | -                  | -                  | -           | -           | -           | -           | -           | 34     | 14     | 12     | 8      | 41,18      | 6º               |
| 2000-2001              | Alverca                | PL                     | 34         | 12         | 7          | 15         | CP              | 3               | 1               | 1               | 1               | -                  | -                  | -                  | -                  | -                  | -           | -           | -           | -           | -           | 37     | 13     | 8      | 16     | 35,14      | 12º              |
| dic. 2001-2002         | Benfica                | PL                     | 18         | 10         | 5          | 3          | -               | -               | -               | -               | -               | -                  | -                  | -                  | -                  | -                  | -           | -           | -           | -           | -           | 18     | 10     | 5      | 3      | 55,56      | Sub. 4º          |
| lug.-nov. 2002         | Benfica                | PL                     | 11         | 6          | 2          | 3          | CP              | 1               | 0               | 0               | 1               | -                  | -                  | -                  | -                  | -                  | -           | -           | -           | -           | -           | 12     | 6      | 2      | 4      | 50,00      | Eson.            |
| Totale Benfica         | Totale Benfica         | Totale Benfica         | 29         | 16         | 7          | 6          |                 | 1               | 0               | 0               | 1               |                    | -                  | -                  | -                  | -                  |             | -           | -           | -           | -           | 30     | 16     | 7      | 7      | 53,33      |                  |
| apr.-giu. 2003         | Braga                  | PL                     | 7          | 1          | 4          | 2          | -               | -               | -               | -               | -               | -                  | -                  | -                  | -                  | -                  | -           | -           | -           | -           | -           | 7      | 1      | 4      | 2      | 14,29      | Sub. 14º         |
| 2003-2004              | Braga                  | PL                     | 34         | 15         | 8          | 11         | CP              | 4               | 3               | 0               | 1               | -                  | -                  | -                  | -                  | -                  | -           | -           | -           | -           | -           | 38     | 18     | 8      | 12     | 47,37      | 5º               |
| 2004-2005              | Braga                  | PL                     | 34         | 16         | 10         | 8          | CP              | 4               | 3               | 0               | 1               | CU                 | 2                  | 0                  | 1                  | 1                  | -           | -           | -           | -           | -           | 40     | 19     | 11     | 10     | 47,50      | 4º               |
| 2005-2006              | Braga                  | PL                     | 34         | 17         | 7          | 10         | CP              | 2               | 1               | 1               | 0               | CU                 | 2                  | 0                  | 2                  | 0                  | -           | -           | -           | -           | -           | 38     | 18     | 10     | 10     | 47,37      | 4º               |
| 2006-2007              | Porto                  | PL                     | 30         | 22         | 3          | 5          | CP              | 1               | 0               | 0               | 1               | UCL                | 8                  | 3                  | 3                  | 2                  | -           | -           | -           | -           | -           | 39     | 25     | 6      | 8      | 64,10      | 1º               |
| 2007-2008              | Porto                  | PL                     | 30         | 24         | 3          | 3          | CP+CdL          | 6+1             | 5+0             | 0+1             | 1+0             | UCL                | 8                  | 4                  | 2                  | 2                  | SP          | 1           | 0           | 0           | 1           | 46     | 33     | 6      | 7      | 71,74      | 1º               |
| 2008-2009              | Porto                  | PL                     | 30         | 21         | 7          | 2          | CP+CdL          | 7+4             | 5+2             | 1+0             | 1+2             | UCL                | 10                 | 4                  | 3                  | 3                  | SP          | 1           | 0           | 0           | 1           | 52     | 32     | 11     | 9      | 61,54      | 1º               |
| 2009-2010              | Porto                  | PL                     | 30         | 21         | 5          | 4          | CP+CdL          | 6+5             | 5+3             | 1+1             | 0+1             | UCL                | 8                  | 5                  | 0                  | 3                  | SP          | 1           | 1           | 0           | 0           | 50     | 35     | 7      | 8      | 70,00      | 3º               |
| Totale Porto           | Totale Porto           | Totale Porto           | 120        | 88         | 18         | 14         |                 | 30              | 20              | 4               | 6               |                    | 34                 | 15                 | 8                  | 11                 |             | 3           | 1           | 0           | 2           | 187    | 124    | 30     | 33     | 66,31      |                  |
| lug.-nov. 2010         | Malaga                 | PD                     | 9          | 2          | 1          | 6          | CR              | 1               | 0               | 1               | 0               | -                  | -                  | -                  | -                  | -                  | -           | -           | -           | -           | -           | 10     | 2      | 2      | 6      | 20,00      | Eson.            |
| nov. 2010-2011         | Panathīnaïkos          | SL                     | 25         | 14         | 4          | 7          | CG              | 3               | 2               | 0               | 1               | UCL                | 2                  | 0                  | 0                  | 2                  | -           | -           | -           | -           | -           | 30     | 16     | 4      | 10     | 53,33      | Sub. 2º          |
| 2011-2012              | Panathīnaïkos          | SL                     | 36         | 25         | 4          | 7          | CG              | 2               | 1               | 1               | 0               | UCL+UEL            | 2+2                | 0+1                | 1+0                | 1+1                | -           | -           | -           | -           | -           | 42     | 27     | 6      | 9      | 64,29      | 2º               |
| lug.-nov. 2012         | Panathīnaïkos          | SL                     | 10         | 3          | 6          | 1          | -               | -               | -               | -               | -               | UCL+UEL            | 4+4                | 2+0                | 1+2                | 1+2                | -           | -           | -           | -           | -           | 18     | 5      | 9      | 4      | 27,78      | Eson.            |
| Totale Panathinaikos   | Totale Panathinaikos   | Totale Panathinaikos   | 71         | 42         | 14         | 15         |                 | 5               | 3               | 1               | 1               |                    | 14                 | 3                  | 4                  | 7                  |             | -           | -           | -           | -           | 90     | 48     | 18     | 24     | 53,33      |                  |
| gen.-giu. 2013         | Sporting Lisbona       | PL                     | 17         | 9          | 3          | 5          | CP+CdL          | 0+1             | 1               | 0               | 0               | -                  | -                  | -                  | -                  | -                  | -           | -           | -           | -           | -           | 18     | 10     | 3      | 5      | 55,56      | Sub. 6º          |
| 2013-feb. 2014         | Braga                  | PL                     | 20         | 8          | 3          | 9          | CP+CdL          | 3+4             | 3+3             | 0+0             | 0+1             | UEL                | 1                  | 0                  | 0                  | 1                  | -           | -           | -           | -           | -           | 28     | 14     | 3      | 11     | 50,00      | Rescis.          |
| Totale Braga           | Totale Braga           | Totale Braga           | 129        | 57         | 32         | 40         |                 | 17              | 13              | 1               | 3               |                    | 5                  | 0                  | 3                  | 2                  |             | -           | -           | -           | -           | 151    | 70     | 36     | 45     | 46,36      |                  |
| feb.-giu. 2015         | Zamalek                | EPL                    | 18         | 13         | 3          | 2          | CE              | 4               | 4               | 0               | 0               | -                  | -                  | -                  | -                  | -                  | -           | -           | -           | -           | -           | 22     | 17     | 3      | 2      | 77,27      | Sub. 1º          |
| lug.-nov. 2015         | Zamalek                | EPL                    | 4          | 3          | 1          | 0          | -               | -               | -               | -               | -               | -                  | -                  | -                  | -                  | -                  | SE          | 1           | 0           | 0           | 1           | 5      | 3      | 1      | 1      | 60,00      | Dimis.           |
| nov. 2015-2016         | Al-Sadd                | QSL                    | 16         | 7          | 5          | 4          | ECQ+CQ          | 3+1             | 2+0             | 1+0             | 0+1             | ACL                | 1                  | 0                  | 1                  | 0                  | SQ          | 1           | 0           | 0           | 1           | 22     | 9      | 7      | 6      | 40,91      | Sub. 3º          |
| 2016-2017              | Al-Sadd                | QSL                    | 26         | 18         | 7          | 1          | ECQ+CQ          | 3+2             | 3+2             | 0+0             | 0+0             | ACL                | 1                  | 0                  | 1                  | 0                  | -           | -           | -           | -           | -           | 32     | 23     | 8      | 1      | 71,88      | 2º               |
| 2017-2018              | Al-Sadd                | QSL                    | 22         | 16         | 1          | 5          | QSC+ECQ+CQ      | 5+2+2           | 0+1+0           | 0+0+1           | 5+1+1           | ACL                | 8                  | 5                  | 1                  | 2                  | SQ          | 1           | 1           | 0           | 0           | 40     | 23     | 3      | 14     | 57,50      | 2º               |
| 2018-2019              | Al-Sadd                | QSL                    | 22         | 18         | 3          | 1          | QSC+ECQ         | 6+3             | 1+2             | 2+0             | 3+1             | ACL+ACL            | 4+6                | 1+3                | 2+1                | 1+2                | -           | -           | -           | -           | -           | 41     | 25     | 8      | 8      | 60,98      | 1º               |
| Totale Al-Sadd         | Totale Al-Sadd         | Totale Al-Sadd         | 86         | 59         | 16         | 11         |                 | 27              | 11              | 4               | 12              |                    | 20                 | 9                  | 6                  | 5                  |             | 2           | 1           | 0           | 1           | 135    | 80     | 26     | 29     | 59,26      |                  |
| 2020                   | Santos                 | A1/SP                  | 13         | 4          | 4          | 5          | CB              | -               | -               | -               | -               | CS                 | 2                  | 2                  | 0                  | 0                  | -           | -           | -           | -           | -           | 15     | 6      | 4      | 5      | 40,00      | Dimis.           |
| dic. 2020-2021         | Boavista               | PL                     | 25         | 7          | 7          | 11         | CP              | -               | -               | -               | -               | -                  | -                  | -                  | -                  | -                  | -           | -           | -           | -           | -           | 25     | 7      | 7      | 11     | 28,00      | Sub. 13º         |
| mar..-ago. 2022        | Zamalek                | EPL                    | 23         | 16         | 4          | 3          | CE+CE           | 2+2             | 2+2             | 0+0             | 0+0             | CCL                | 3                  | 0                  | 2                  | 1                  | -           | -           | -           | -           | -           | 30     | 20     | 6      | 4      | 66,67      | Sub. 1º          |
| 2022-mar. 2023         | Zamalek                | EPL                    | 19         | 8          | 6          | 5          | CE              | 2               | 1               | 1               | 0               | CCL                | 9                  | 5                  | 1                  | 3                  | SE          | 1           | 0           | 0           | 1           | 31     | 14     | 8      | 9      | 45,16      | Eson. Sub. Eson. |
| Totale Zamalek         | Totale Zamalek         | Totale Zamalek         | 64         | 40         | 14         | 10         |                 | 10              | 9               | 1               | 0               |                    | 12                 | 5                  | 3                  | 4                  |             | 2           | 0           | 0           | 2           | 88     | 54     | 18     | 16     | 61,36      |                  |
| Totale carriera        | Totale carriera        | Totale carriera        | 1012       | 548        | 243        | 221        |                 | 129             | 77              | 17              | 35              |                    | 88                 | 34                 | 25                 | 29                 |             | 7           | 2           | 0           | 5           | 1 236  | 661    | 285    | 290    | 53,48      |                  |

## Palmarès

### Club
- Campionato portoghese: 3

Porto: 2006-2007, 2007-2008, 2008-2009
- Campionato qatariota: 1

Al-Sadd: 2018-2019
- Coppa del Portogallo: 2

Porto: 2008-2009, 2009-2010
- Supercoppa di Portogallo: 1

Porto: 2009
- Egyptian Premier League: 2

Zamalek: 2014-2015, 2021-2022
- Coppa d'Egitto: 2

Zamalek: 2015, 2022
- Coppa del Principe della Corona del Qatar: 1

Al-Sadd: 2017
- Coppa dell'Emiro del Qatar: 1

Al-Sadd: 2017
- Coppa dello Sceicco Jassem: 1

Al-Sadd: 2017

### Individuale
- Allenatore portoghese dell'anno: 3

2007, 2008, 2009